# Egilbert (Freising)

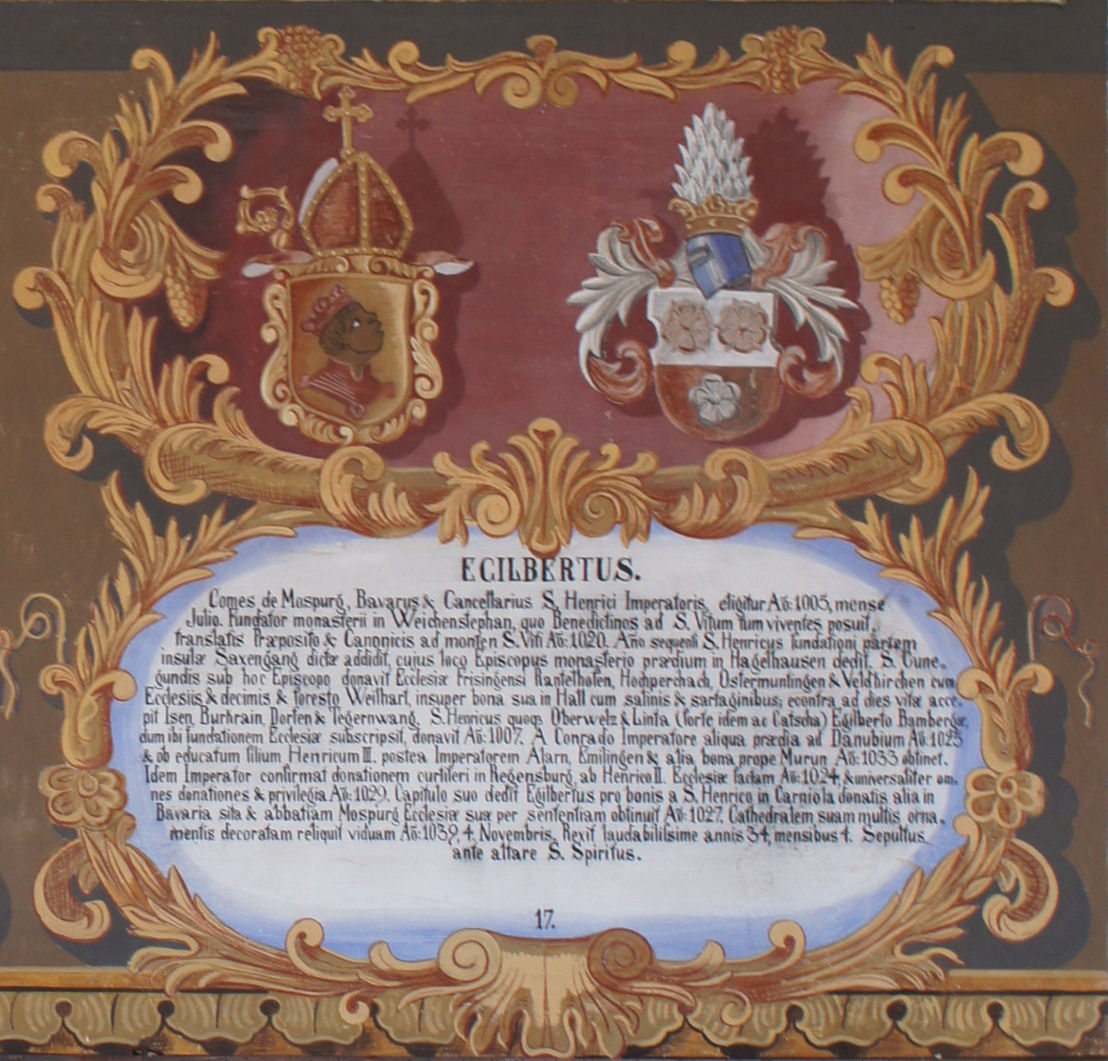
Wappentafel von Egilbert im Fürstengang Freising

Egilbert (* um 970/75; † 4. November 1039) war von 1005 bis 1039 der 17. Bischof von Freising.

## Leben
Egilberts Herkunft ist nicht gesichert. Er stammte vielleicht aus der Familie, aus der im 11. Jahrhundert die Grafen von Moosburg hervorgehen sollten. Der Ort seiner Ausbildung ist nicht bekannt. Der Bruder Egilberts stand als Truchsess in Diensten von König Heinrich II. Er starb nach wenigen Wochen eines gewaltsamen Todes in Paderborn. Kurz nach seiner Königswahl machte Heinrich II. Egilbert zum Kanzler von Italien für Italien und Deutschland. Im Sommer 1005 wurde er als Nachfolger von Gottschalk zum Bischof von Freising erhoben. Seine Bischofsweihe war am 26. August 1005 (nicht 1006). Am 1. November 1007 war Egilbert auf der Synode in Frankfurt, um die Urkunde für die Gründung des Bistums Bamberg zu unterzeichnen. Egilbert wird in fast 100 Urkunden als ständiger Begleiter des Königs bezeugt. Für Herwig Wolfram war Egilbert „Heinrich II. Mann in Bayern“.
Nach dem kinderlosen Tod Heinrichs II. am 13. Juli 1024 nahm Egilbert am 4. September 1024 an der Wahlversammlung in Kamba teil. Nach der These von Steffen Patzold ließ Egilbert im unmittelbaren Vorfeld dieser Wahl einen Codex (den heutigen Monocensis Latinus 6388) seiner Freisinger Dombibliothek durcharbeiten. Es entstand ein kleiner kommentierter Herrscherkatalog von Chlodwig II. bis auf Heinrich II. Der Freisinger Bischof konnte sich dadurch einen Überblick über Thronwechsel, Reichsteilungen, kinderlose Herrschertode und sämtliche Dynastiewechsel seit der Merowingerzeit verschaffen. Seine Königsnähe behielt Egilbert auch unter Heinrichs Nachfolger Konrad II. Nur zwei Tage nach Konrads Krönung wurde in Mainz eine Bestätigungsurkunde für Egilbert ausgestellt. Dem Bischof von Freising wurde eine Hofstätte in Regensburg bestätigt, die er von Heinrich II. erhalten hatte. In den 1020er Jahren war Egilbert Erzieher von Konrads Sohn Heinrich III. Im März 1029 empfing Egilbert in Freising Konrad II. Dabei wurden alle Rechte und Besitzungen der Freisinger Kirche bestätigt. In Freising wird er als Seliger verehrt. 
In Polling ist seit 2011 der Bischof-Egilbert-Weg nach ihm benannt. Er soll sich 1010 bei König Heinrich für einen Wiederaufbau des zerstörten Klosters in Polling eingesetzt haben.